# Seleção Irlandesa de Rugby League

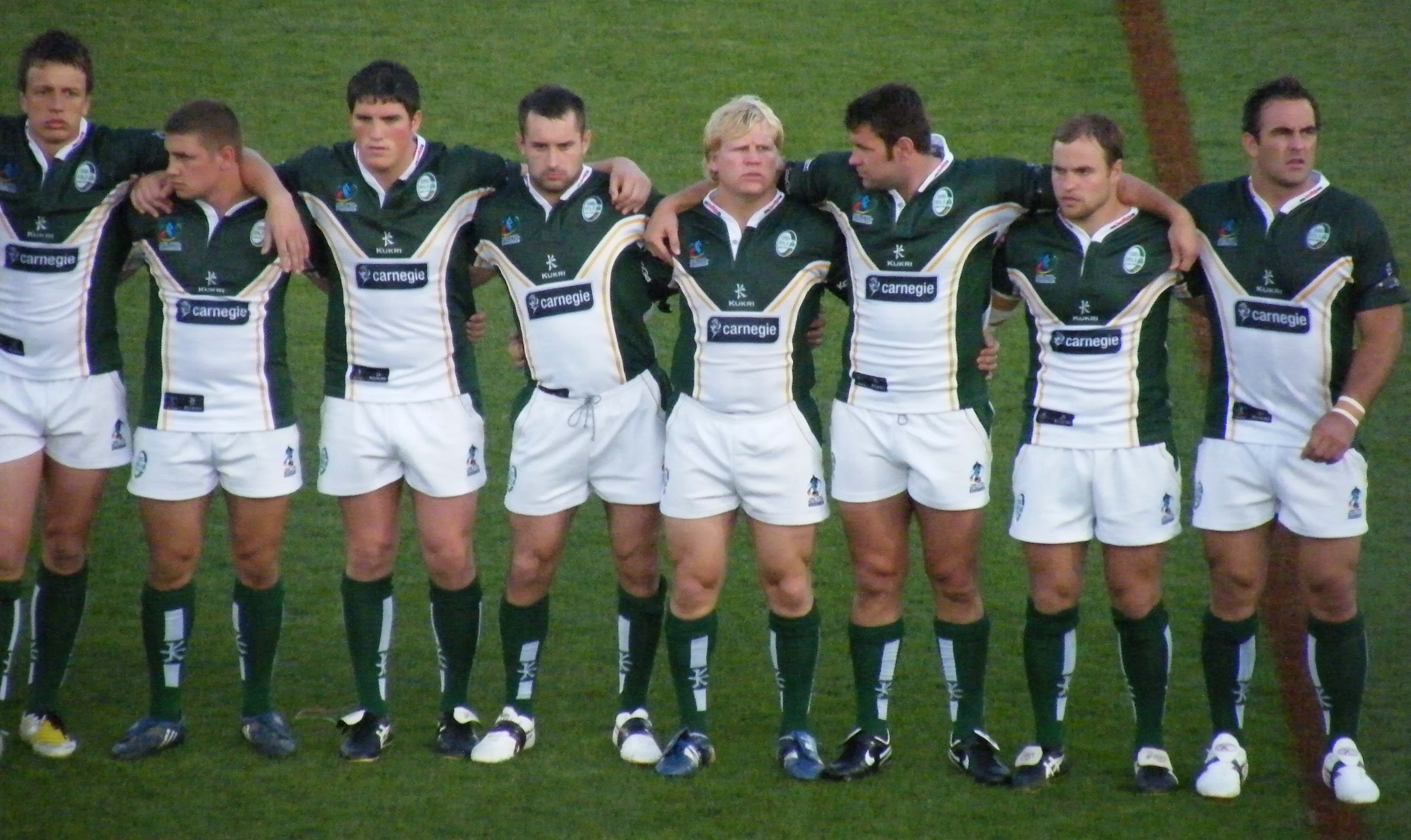
Wolfhounds na Copa do Mundo de Rugby League de 2008.

A Seleção Irlandesa de Rugby League é a equipe que representa a Ilha da Irlanda no rugby league mundial. Seus jogadores são apelidados como Wolfhounds, mesmo apelido da seleção B de rugby union da ilha. 
Na Irlanda, o rugby league é um código de rugby menos popular que o rugby union, como na maior parte do mundo: apenas na Austrália, na Papua-Nova Guiné e no norte da Inglaterra ele é o código preferido em relação ao union; os irlandeses eram representados na Copa do Mundo de Rugby League pela seleção da Grã-Bretanha, cuja última participação foi na edição de 1989-92. Uma nova Copa de League foi realizada em 1995, mas a seleção irlandesa só estreou na de 2000. Ela tem pouca tradição no esporte.